# Яцьковицька сільська рада
Я́цьковицька сільська́ ра́да — колишній орган місцевого самоврядування в Березнівському районі Рівненської області. Адміністративний центр — село Яцьковичі.

## Загальні відомості
- Яцьковицька сільська рада утворена в 1949 році.
- Територія ради: 93,83 км²
- Населення ради: 1 211 особа (станом на 2001 рік)

## Населені пункти
Сільській раді підпорядковані населені пункти:
- с. Яцьковичі

## Склад ради
Рада складається з 16 депутатів та голови.
- Голова ради: Лісков Анатолій Федорович
- Секретар ради: Прокопчук Любов Андріївна

### Керівний склад попередніх скликань
| ПІБ                       | Основні відомості                                                                     | Дата обрання | Дата звільнення |
| ------------------------- | ------------------------------------------------------------------------------------- | ------------ | --------------- |
| Лісков Анатолій Федорович | Сільський голова, 1957 року народження, освіта вища, член Української Народної Партії | 26.03.2006   | 31.10.2010      |
| Лісков Анатолій Федорович | Сільський голова, 1957 року народження, освіта вища, безпартійний                     | 31.10.2010   |                 |

Примітка: таблиця складена за даними сайту Верховної Ради України